# Los Ovnis (banda mexicana)
Los Ovnis Surgen Formalmente en 1960, como 'Los Teddy Bears por idea de su Fundador y Cantante Armando Vázquez Castaneda, y se Consolidan como '' grupo mexicano de Rock-Acido Psicodelico Original en Espanol en México, En 1968.En 1965 cambian su nombre a Los Ovnis y Realizan excelentes covers al español de grandes temas, adaptando las letras con singular cuidado por su Cantante. Cabe señalar que este grupo tuvo etapas diferentes  con integrantes variados a lo  largo de su historia antes de quedar consolidados como un grupo estable entre  sus varios integrantes encontramos colaboraciones de cantantes y músicos mexicanos aficionados que gustaban por el rock mexicano y que tienen parte de manera diminuta en la historia de esta bands tal es el caso de Julián Hernández, Manuel Main, José María López entre muchos  más sin embargo aún en esta etapa no habia un éxito ni habia despuntado como grupo de rock mexicano. Durante los años 60's se presentan en varias ocasiones en televisión, en diversos foros, como cines, teatros, salones de baile, tradicionales, tardeadas, así como los emblemáticos Cafés Cantantes, entre otros, El Pipos, La Faceta, El Tiki-Tiki, etc.

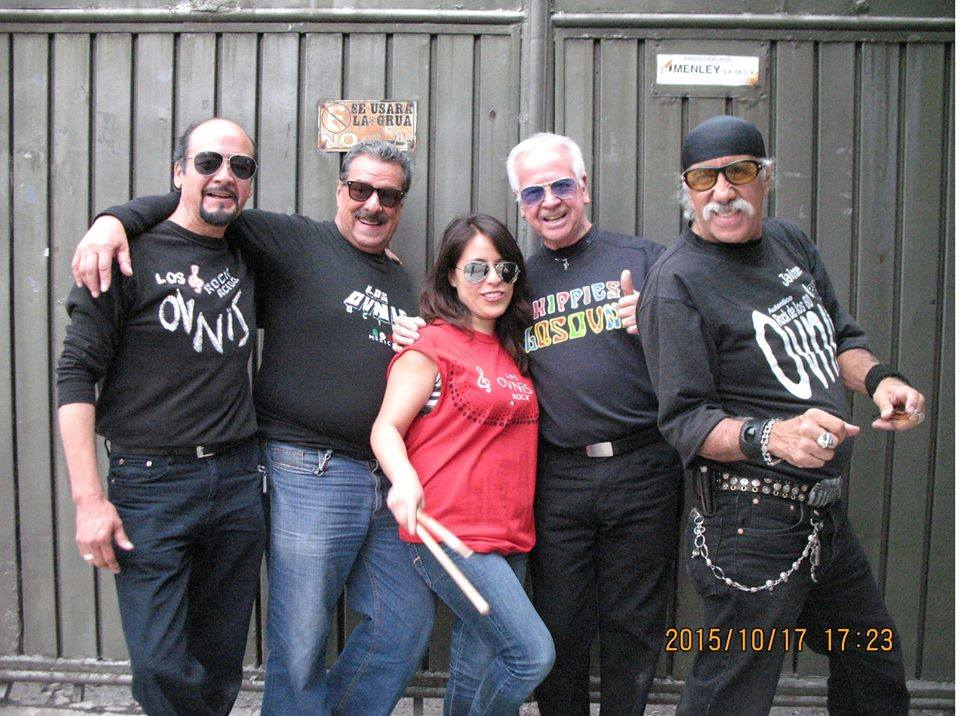
Los Ovnis, en 2015.

## Historia
Los Teddy Bears Se integran por idea de Armando Vázquez Vocalista y guitarra, Héctor Velázquez requinto, Ismael Velázquez bajista, y Tony Pérez baterista, en 1960, empezando ellos mismos por fabricar sus propios instrumentos,  2 guitarras y un bajo eléctrico. En 1961 graban su 1.er. LP. para discos Orfeón,- Nena no te iras- A Bailar y a Gozar, Disco en el cual la grabadora de las 10 canciones solo publica las 2 mencionadas. En 1963 realizan su 2o. LP.,el cual contenía 5 Éxitos de Los Beatles  y 5 Éxitos del momento, este el primero de cover,s del cuarteto Liverpool en México, en este Disco se integra Jorge del Razo como baterista. Para 1965 ingresan al elenco de Discos Peerless bautizados por el Locutor Adrián Ojeda como Los Ovnis En 1965 quedan conformados, Armando Vázquez cantante y director, Jorge del Razo baterista, Antonio Limón bajista, Jorge Gutiérrez requinto, proveniente de gpo. Los Blue Caps. En 1966, Armando Vázquez voz, refuerza el gpo. y entra Armando Carmona baterista, Mario Covarrubias bajista, Toño Limón, se pasa a la guitarra y Jorge Gutiérrez continua en el requinto, y graban -La Última Vez-, Cover de Los Rolling Stones, con letra al español, de  Armando Vázquez. Durante el año de 1966, realizan 3 L.P. es decir para fines de 1966, ya eran 4 Discos L.P. hechos para la casa grabadora Peerless. Para el 5o. Disco, Armando Vazquez notando que hacer Cover's ya no los conducían a nada positivo y teniendo algunas composiciones propias, música y letra, y además, dándose cuenta DEL POR QUE, no se hacía Rock-Mexicano en nuestro país pide a la grabadora incluir 5 canciones suyas de las 10, para el próximo Disco, Ingresa en el requinto a Ernesto de León y a Jaime Pérez en el bajo, ex de Los Teddy Bears, en el Organo ya contaba con Luis Alanis y en la batería, ya estaba Guillermo Soto, esto fue en 1967, a lo cual la grabadora, le contesta, DESPUES LO VEMOS finalmente le permiten grabar una sola canción suya Condicionada a que fuera Balada, que su duración fuera de 2 minutos y que no dijera palabras altisonantes....la canción fue -Recuerdo- Para el fin de 1967, Armando Vázquez le dice a la grabadora, si no me dejan grabar mi ROCANROL-MEXICANO, no vuelvo a grabar aquí,... y entonces que lo despiden, afortunadamente los 5 Discos grabados para Peerless, sonaban en el D. F. y en la Provincia, de tal forma que no tenían interés en correrlos, le llamaban a ARMANDO solo, para convencerlo, pero el aferrado a sus ideales no cedía y les dijo NUEVAMENTE, tengo listo el grupo para MEXICANIZAR EL ROCANROL En México, después de varias citas y nuevos encuentros le dijeron, Armando, tenemos la solución, El Disco de 1968 tendrá 9 canciones tuyas originales y un solo Cover, a lo cual contestó... Acepto, pero yo escojo el Cover y además, quiero que nos grabe el Ing. Víctor Nava, el cual les había hecho sus primeras grabaciones...... le conocen como Los Ovnis desde 1965 tras cambios en la agrupación inicial, y se integra al grupo, Jorge Gutiérrez, buen guitarrista, proveniente de Los Blue Caps. 
Con él se inicia la época más importante del grupo Los Ovnis, y se consolida con el ingreso de Ernesto de León en 1966 (al salirse de Los Ovnis, participa con La Máquina del Sonido y posteriormente, con el grupo Three Souls in my Mind/El Tri, de Álex Lora). En 1967, vuelven a cambiar músicos, quedando: Armando Vázquez, director y cantante; Jaime Rogelio Pérez, armonía; Guillermo Soto, batería; Antonio García, bajo y Agustín Anaya, requinto. No obstante, no se debe menospreciar ni olvidar a otro de los antiguos integrantes, al gran baterista Armando Carmona Méndez y al bajista Mario Covarrubias, que aunque no permanecieron en el grupo por mucho tiempo, grabaron junto con los Ovnis, el LP "Los Ovnis" en el que fueron grabados varios de sus éxitos. Músicos exintegrantes, quienes además, aparecen en todas las fotos hechas en distintos programas de TV de aquellos años (1967). Su último LP de la década de los 60, "Hippies", salió en 1968 y es uno de sus discos más aclamados y buscados por los coleccionistas. Después de este LP, el grupo se desintegró. 
Para el año 2010 Los Ovnis aún continuaban tocando en salones y restaurantes-bar en México, D.F. manteniéndose Armando Vázquez y Jaime Pérez Ruiz, con la misma vitalidad que hace más de 40 años.
En 2014 se reeditan 4 de sus LP originales, remasterizados en CD, dentro la colección Los Originales Peerless, realizada por Warner Music México.
El grupo durante 2015 realizó presentaciones en diversas emisoras de radio y canales de TV, además de formar parte de documentales y videoclips.
Se han presentado con éxito en diversos teatros, foros culturales, clubs nocturnos y conciertos privados.
Actualmente (2016) el grupo sigue activo y se encuentra grabando nuevo disco, del cual ya presentaron los temas: "Sin medida tu amor", "Chavo vago" y "Mi extraterrestre espacial".

## Los Teddy Bears
Los orígenes de Los Ovnis se remontan a esta agrupación, que realiza un disco con cóvers a The Beatles (tal vez el primero en realizarse entre fines de 1963 y principios de 1964) y otros artistas, logrando interesantes y bien realizadas versiones de los temas al español, todo esto en la pequeña marca Discos Coro, cuyo lema en aquel entonces era "Símbolo de Éxitos", además graban algunas piezas en Discos Orfeón.

## Discografía
- 1 LP en Discos Coro (1963) y 2 discos sencillos en Orfeón como Los Teddy Bears (obtenidos mediante un concurso con plumas "Wearever").

- Graban 6 LP en Discos Peerless, ya como Los Ovnis, además de algunos sencillos con lados B que no aparecen en los LP.

- La canción "En el baile" (versión del grupo a la pieza "At the hope"), continúa inédita, habiéndose grabado en Discos Orfeón a fines de 1962, junto con otras piezas cuya cinta jamás se publicó en LP.

- El LP editado en Discos Coro contiene en el lado A covers de éxitos de los Beatles y en el lado B covers de otros autores.

- Cabe destacar que en 1968, con Discos Peerless presentan un disco con 9 temas originales y sólo 1 cover (Enciende mi Fuego). Esto les da un lugar especial en la historia del rock mexicano. Tienen singular relevancia temas originales como "Mugre", "Fé" y "Cuando era Niño".

- Excitante (Peerless) ECO-420 (1965)
- Los Ovnis (Peerless) ECO-453 (1966)
- Somos Amantes (Peerless) ECO-493 (1966)
- Napoleón XIV (Peerless) ECO-513 (1966)
- Mary Mary (Peerless) ECO-601 (1967)
- Hippies (Peerless) ECO-703 (1968)

Las grabaciones de Los Ovnis y en especial el álbum "Hippies" se han publicado además de en México, en países como España, donde la música del grupo es buscada por sus influencias del rock psicodélico y la calidad interpretativa de la agrupación.
En el año 2000 y a solicitud del coleccionista mexicano Manuel Álvarez por fin se reedita el inconseguible disco "Hippies" de Los Ovnis, conteniendo algunas piezas adicionales, esto en formato de CD, aún bajo el sello Peerless y extraído de las cintas magnéticas originales.

## Recopilaciones de éxitos
A continuación se proporciona un listado con las principales recopilaciones de algunas de las canciones más destacadas del grupo, el año de publicación y el formato en que se reeditaron. 
- Inolvidables de Los 60's Vol. 4: Los Ovnis. 16 Éxitos (Peerless, 1987) LP y KCT
- Los Ovnis/Los Boppers: Uno con dos. (La última vez/Colina azul) (Peerless, 2000) KCT y CD
- Los Ovnis: Hippies (más 10 bonus tracks). (Peerless, 2000) CD
- Los Ovnis (20 Éxitos): 70 Años Peerless Una Historia Musical (1933-2003). (Peerless-MCM, 2003) CD
- Los Ovnis (Serie Mexicanismo): Hippies. (Peerless-MCM, Warner Music, 2003) CD
- Los Ovnis -15 Éxitos- (Serie Diamante): 75 Años Peerless. (Peerless-MCM, Warner Music, Rhino, 2008) CD
- Los Ovnis/Los Boppers -24 Éxitos- (80 Aniversario Peerless)  (Peerless-MCM, Warner Music, Rhino, 2013) CD
- Los Ovnis -Los Originales Vol. 1- (Mary Mary/Somos Amantes)  (Peerless-MCM, Warner Music, Rhino, 2014) CD
- Los Ovnis -Los Originales Vol. 2- (Enrique VIII/Napoleón XIV) (Peerless-MCM, Warner Music, Rhino, 2014) CD

## Estilo
Al igual que varios grupos de la época Los Ovnis grabaron rock y baladas, también fueron influenciados por el blues. Se enlistan algunos ejemplos a continuación.
Rock: La Última Vez, Enciende mi Fuego, Enrique VIII, Mugre.
Baladas: Venecia Sin ti, La Sombra de Tu Sonrisa, Muchacha.

## Éxitos
- Enrique VIII (Cover a Henry VIII, de Herman's Hermit
- La Última Vez (cover a The Last Time, de The Rolling Stones)
- Muchacha (cover a Girl, de The Beatles)
- Enciende mi Fuego (cover a Light my fire de The Doors)
- Mugre (Original del grupo)
- Cuando era Niño (Original del grupo)
- Venecia sin Ti (cover a Charles Aznavour)
- Pequeña ayuda de mamá (cover a The Rolling Stones)

## Otras canciones destacadas.
- Somos Amantes
- La Sombra de tu Sonrisa
- No hay Leche
- Patadas
- Voy para Loco
- El Último Tren a Clarksville
- No puedo vivir
- Viene la noche
- Caminando con mi Ángel
- El Ovni
- Recuerdo (Original)
- Frío (Original)
- Cuando veo a mi chica
- Te Necesito

## Actualidad
Se siguen presentando con bastante éxito, incluso en La Ciudad de México, recordando grandes temas de su discografía, con Armando y Jaime que son integrantes originales y algunos otros elementos como Juan Ávila González que fue baterista de Los Gliders; siempre conservando el estilo de los años 60 y tocando rock and roll como lo hacen sólo los grandes músicos. Han realizado en épocas recientes algunas presentaciones para estaciones de radio y canales de TV, además de participar con cierta frecuencia en festivales de música de rock and roll.

## En la cultura popular
Los Ovnis y su canción Cuando era niño son mencionados en la novela Xico del escritor mexicano Gustavo Vázquez Lozano (Libros de México, 2020).